# Immeuble, 4 rue des Dominicains (Nancy)
La façade de l'immeuble situé au 4 rue des Dominicains, à Nancy, a été conçue dans le style École de Nancy

## Localisation
L'édifice est situé au no 4 de la rue des Dominicains sur la commune de Nancy, dans le département de Meurthe-et-Moselle, en région Lorraine (Grand Est).

## Description

### Histoire
Construit dans la première moitié du XVIIIe siècle, l'immeuble est anciennement occupé par le magasin de fourrures Goudchaux.
Surélevée en 1901, la façade de l'immeuble, façonnée cette même année par Eugène Vallin, a été conçue dans le style École de Nancy.
Au début du XXIe siècle, il est occupé par une agence du Crédit agricole.
La devanture fait l'objet d'une inscription au titre des monuments historiques par arrêté du 25 février 1994.